# Araneus corporosus
Araneus corporosus là một loài nhện trong họ Araneidae.
Loài này thuộc chi Araneus. Araneus corporosus được Eugen von Keyserling miêu tả năm 1892.